# Pär Sundberg
Pär Tomas Carl Sundberg (født 22. oktober 1957 i Stockholm) er en svensk tidligere barneskuespiller. Han spillede rollen som Tommy Settergren i tv-serien Pippi Langstrømpe (1969), der er baseret på Astrid Lindgrens børnebøger af samme navn. Serien blev efterfulgt af to spillefilm, som begge blev udgivet i 1970. Samme år valgte Pär Sundberg som 13-årig at stoppe som skuespiller.
I sit senere liv har Sundberg studeret erhvervsarbejde i Lund. Han var i 2009 direktør for en virksomhed i Malmø, der fokuserede på PR-kampagner.

## Filmografi
- Pippi Langstrømpe (tv-serie, 1969)
- Pippi Langstrømpe på de syv have (1970)
- Pippi stikker a' (1970)